# Bedřich Pech
Bedřich Pech (1910 – 1977) byl český fotbalista, obránce.

## Fotbalová kariéra
Odchovanec SK Hnidousy, kde hrál v letech 1927–1929. Dále hrál za SK Rozdělov a Slavii Karlovy Vary. V československé lize hrál za Slavii Praha, se kterou získal 3 mistrovské tituly. Kariéru ukončil předčasně v roce 1935 z důvodu zranění. Za amatérskou reprezentaci ČSR nastoupil v roce 1931 v jednom utkání.

## Ligová bilance
| Ročník                    | Zápasy | Góly | Klub            |
| ------------------------- | ------ | ---- | --------------- |
| 1. asociační liga 1932/33 | -      | 0    | SK Slavia Praha |
| 1. asociační liga 1933/34 | -      | 0    | SK Slavia Praha |
| Státní liga 1934/35       | -      | 0    | SK Slavia Praha |
| Státní liga 1935/36       | -      | 0    | SK Slavia Praha |
| CELKEM                    | -      | 0    |                 |